# 타나크

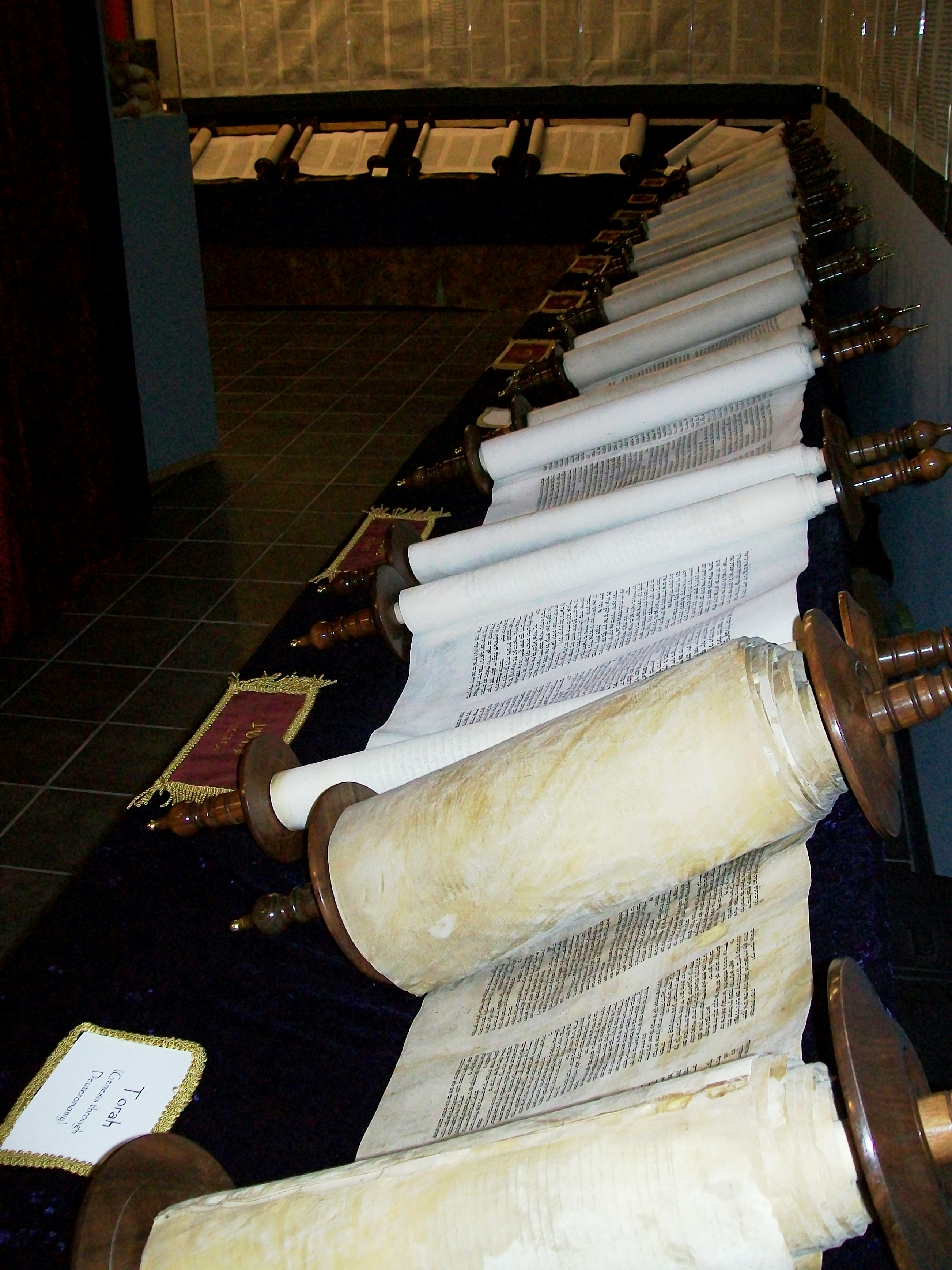

타나크(히브리어: תַּנַ"ךְ Tanakh) 또는 유대교·유태교 성경(猶太敎聖經, 영어: Hebrew Bible)은 유대교 경전으로, 기독교의 구약 성경에 대응한다. 경전 이름인 '타나크'는 성경을 구성하는 세 분류명인 토라(תורה, 율법서), 네비임(נביאים, 예언서), 케투빔(כתובים, 성문서)을 늘여서 쓴 형태이며, 각 분류명 맨 앞글자를 따서 약칭 '타나크(תנ"ך)'가 되었다. 유대교뿐만 아니라 기독교, 이슬람교 경전으로도 인정하므로 학계에서는 중립적 용어인 '히브리 성경'이라는 단어를 사용하기도 한다.

## 개요
타나크는 대략 기원전 1500~400년대 바빌로니아, 팔레스티나, 이집트 등의 지역에서 전해지던 이야기들이 기록된 경전들이 오랜 세월을 거쳐 한권의 책으로 만들어진 것이다. 유대교의 전통에 따라 총 24권으로 구성되어 있다. 기독교 역시 이를 경전으로 받아들였는데, 교파마다 서로 다른 분류법을 사용한다.
유대교의 타나크와 기독교에서 공인된 구약성경은 몇몇을 제외하고는 내용이 거의 일치하나, 경전을 나누는 분류에서 차이가 있다. 이는 유대교와 기독교에서 경전의 목록을 확정할 당시 따랐던 전승의 차이에 근거한다. 애초에 타나크는 여러 다른 지역에서 쓰인 기록의 묶음이었고, 원문은 존재하지 않으며 원문에 가깝다고 여겨지는 여러 판본들이 존재하기 때문에, 지역 및 시대에 따라 서로 다른 판본과 낱권들이 생겨나, 이를 하나로 묶는 과정에서 어떤 것을 경전으로 삼을지에 대해서 의견이 분분하였다. 유대교에서는 히브리어로 쓰인 판본이 남아 있는 문서를 대상으로 경전화 작업을 행하였으며, 기원전 4세기에 오늘날의 모습으로 체계화된 것이라고 전통적으로 주장되어 왔으나, 최근의 연구에서는 2세기 경에야 유대교 안에서 경전화 작업이 완료되었다는 설이 유력시되고 있다. 타나크의 현대 표준은 '마소라 본문'으로 성경 본문 비평가들의 작업과 전승에 의해 형성된 판본이다.
한편 기독교에서는 이집트에서 만들어진 70인역에 보존된 내용을 근거로 구약성경을 정립하게 되었다. 이 70인역에는 이른바 제2경전이라 불리는 7개의 서적 및 2개의 정경 추가분이 포함되어 있으나, 히브리어로 된 사본이 발견되지 않았기에, 유대교에서는 정경의 대상에서 제외되었다.

## 주요 개념

### 미크라
전통적인 유대교 성경의 세 분류는 두 번째 성전이 예루살렘에 세워졌던 제2차 성전건축기의 문서들과 랍비 문학에서 자주 증언되고 있으나 이 시기에 '타나크'라는 용어는 사용되지 않았다. 대신에 사용되던 용어가 '읽는다'란 의미의 미크라(מקרא; Mikra)라는 단어이다. 이는 당시 성경이 공동체에서 공적으로 읽히는 형태라는 사실과 관련이 있다. 이 '미크라'는 라틴어의 '적힌 것'이라는 의미의 단어인 '스크립투스'(Scriptus)와 유사하다. 스크립투스는 성경을 영어로 표현한 '홀리 스크립쳐'(Holy Scripture)의 어원이기도 하다. 오늘날도 이 '미크라'는 히브리어에서 히브리어 성경을 지칭하는 단어로 쓰이고 있다. 현대 히브리어에서 미크라는 타나크보다 더 공적인 어감을 띄는 단어이며, 타나크 등이 공공 학습 모임 등에서 사용되는 분위기에 반해 미크라는 대학 학부과정 등에서 사용된다고 한다.

### 히브리어 성경
구약성경의 바탕이 되는 유대교 성경은 거의 대부분이 히브리어로 저술되어 있어 '히브리 성경'이라는 말이 기독교의 구약성경에 대비되는 유대교의 '성경'을 지칭할 때 쓰이기도 한다. 참고로 거의 대부분이 히브리어로 써있는 가운데 다니엘과 에즈라의 일부, 예레미야의 한 구절, 창세기의 두 단어로 된 지명 등이 아람어로 쓰여 있다. 물론 히브리어 문자로 씌어 있다(히브리어를 표기하는 문자는 원래 아람어에서 유래하였다.).

## 유대교 성경의 구분
유대교 성경은 전통적으로 다음 세 가지로 구분하며 총 24권이다.
- 율법서(토라, Torah, תורה)
- 예언서(네비임, Nevi'im, נביאים)
- 성문서(케투빔, Ketuvim, כתובים)

유대교 성경의 이름 '타나크'는 이 세 분류명의 첫글자를 떼어 합성한 이름이다.

### 율법서 (토라)
율법서는 창세기, 출애굽기, 레위기, 민수기, 신명기 등 성경의 가장 앞부분에 위치해 있는 다섯 권의 두루마리를 분류하는 이름으로, 이스라엘 민족의 율법의 내용이 대부분을 차지한다. 다섯 두루마리라는 뜻의 '오경(πεντάτευχος pentáteukhos)'이라 불리며, 모세가 오경을 저술했다는 전승에 따라 '모세오경'이라 불리기도 한다.
1. 창세기 (Genesis, בראשית 베레시트)
2. 출애굽기/탈출기 (Exodus, שמות 슈모트)
3. 레위기 (Leviticus, ויקרא 바이크라)
4. 민수기 (Numbers, במדבר 바미드바르)
5. 신명기 (Deuteronomy, דברים 데바림

### 예언서 (네비임)
예언서의 원 이름인 '네비임'은 '예언자들'이라는 뜻을 가진다. 즉, 이스라엘 민족 가운데 나타난 예언자(נביא)들이 남긴 예언들이 기록된 책들을 묶는 이름이다. 비단 예언 뿐만 아니라 이스라엘 민족의 역사에 개입하는 신의 모습을 기록해 놓은 책도 포함되어 있다. 구체적으로 두 가지로 세분화하기도 한다.

#### 전기 예언서 (4권)
보통 '신명기계 역사서'라고도 일컬어진다. 예언 뿐만 아니라 이스라엘 민족의 역사적인 내용들이 기록되어 있는 여호수아, 판관기, 사무엘, 열왕기 등이 이 범주에 속한다.
6. 여호수아기 (Joshua, יהושע 예호슈아)
7. 사사기/판관기 (Judges, שופטים 쇼프팀)
8. 사무엘기 (Samuel, שמואל 슈무엘) 
기독교에서는 이를 상권 및 하권으로 나누었다. (사무엘상, 사무엘하)
9. 열왕기 (Kings, מלכים 믈라킴) 
기독교에서는 이를 상권 및 하권으로 나누었다. (열왕기상, 열왕기하)

#### 후기 예언서 (4권)
이사야, 예레미야, 에제키엘(에스겔) 및 소예언서 12권이 이 범주에 속한다.
10. 이사야 서 (Isaiah, ישעיה 예샤아야후)
11. 예레미야 서 (Jeremiah, ירמיה 이르메야후)
12. 에스겔/에제키엘 서 (Ezekiel, יחזקאל 예헤즈켈)
이상의 세권을 '대예언서'라고도 부른다.
13. 열두 소예언서 (The Twelve Minor Prophets, תרי עשר 트레이 아사르) : 유대교 성경에서는 한 권으로 취급하나, 기독교에서는 각각의 낱권으로 구분한다.
I. 호세아 서 (Hosea, הושע 호셰아)
II. 요엘 서 (Joel, יואל 요엘)
III. 아모스 서 (Amos, עמוס 아모스)
IV. 오바디아 서 (Obadiah, עובדיה 오바드야)
V. 요나 서 (Jonah, יונה 요나)
VI. 미가/미카 서 (Micah, מיכה 미카)
VII. 나훔 서 (Nahum, נחום 나훔)
VIII. 하박국/하바꾹 서 (Habakkuk, חבקוק 하바쿠크)
IX. 스바냐/스바니아 서 (Zephaniah, צפניה 츠판야)
X. 학개/하깨 서 (Haggai, חגי 하가이)
XI. 스가랴/즈가리아 서 (Zechariah, זכריה 즈카르야)
XII. 말라기/말라키 서 (Malachi, מלאכי 말라키)

### 성문서 (케투빔)
성문서는 유대교의 성경의 목록이 확정된 얌니아 회의(기원후 90년) 이전에 나온 문서들 중에 경전성이 인정되는 작품들의 분류명이다. 이스라엘의 역사를 비롯, 시문학과 지혜문학이 주종을 이룬다.

#### 시가서 (3권)
14. 시편 (Psalms, תהלים 테힐림)
15. 잠언 (Proverbs, משלי 미슐레이)
16. 욥기 (Job, איוב 이요브)

#### 지혜서 (5권)
17. 아가 (Song of Songs, שיר השירים 시르 하시림)
18. 룻기 (Ruth, רות 루트)
19. 예레미야 애가/애가 (Lamentations, איכה 에이카)
20. 전도서/코헬렛 (Ecclesiastes, קהלת 코헬레트)
21. 에스더/에스테르 기 (Esther, אסתר 에스테르)
이 다섯 권의 책을 "하메쉬 메길롯" (히브리어: חמש מגילות  [χaˈmeʃ meɡiˈlot] , 다섯 개의 두루마리)라고 한다. 하메쉬는 다섯, 메길롯은 두루마리를 의미한다.

#### 기타 · 사서 (3권)
22. 다니엘 (Daniel, דניאל 다니엘)
23. 에스라/에즈라 기 · 느헤미야 기 (Ezra · Nehemiah, עזרא ונחמיה 에즈라 베네헴야) : 유대교 성경에서는 한권으로 취급하나, 기독교에서는 각각의 낱권으로 구분한다.
24. 역대기 (Chronicles, דברי הימים 디브레이 하야밈) : 기독교에서는 역대기상 및 역대기하의 두권으로 구분한다.

## 유대교 성경의 판본
이미 밝힌 바와 같이, 성경의 원문은 소실되어 없으며, 원문에 가깝다 여겨지는 여러 판본들이 존재한다. 구약성경은 애초에 이 판본 가운데 시대별로 신뢰성이 높다 여겨지는 판본을 번역하거나 번역본을 다른 언어로 재번역하는 등의 절차로 생겨났다. 2005년 가톨릭의 새번역 성경이 쓰일 당시에 참고했던 판본으로는 다음과 같은 판본들이 있었다.
- 마소라 본문: 많은 성경 번역본의 원문이 되고 있다. 마소라 학자라는 이름을 지닌 유대인 성경 본문 비평가들의 작업과 전승에 의해서 내려온 본문이다. 현재로서는 일반적으로 11세기 초에 제작되어 구 레닌그라드 공립 도서관에 소장되어 있는 사본(레닌그라드 사본)을 표준 본문으로 여긴다.
- 그 외의 히브리말 수사본: 위의 레닌그라드 사본 이외의 수사본들.
- BHS: 마소라 본문을 출판하면서 판면 하단에 본문비평의 각주를 첨가한 책으로 Biblia Hebraica Stuttgartensia의 준말. 이 판본을 근거로 만들어진 번역본 성경들도 존재한다.
- 커팁: 자음으로만 기록된 원래의 히브리어 본문.
- 커레: 유대인 성경 본문 비평가들이 히브리어 본문을 전승하면서 자기들의 의견을 난외에 기록한 것.
- 사마리아 오경: 사마리아인들이 전승한 모세 오경.
- 쿰란 수사본: 쿰란 유적지에서 발견된 히브리어 성경 수사본.
- 게니자 히브리말 수사본 단편: 카이로에 있던 유대교 회당의 게니자, 곧 전례에서 사용하던 사본들을 어떤 이유로 해서 폐기하기 전에 임시로 보관하던 창고에서 발견된 히브리말 성경의 단편들.
- 타르굼: 히브리말 성경을 아람말로 번역, 설명한 것.

## 유대교 정경의 확립
유대교 정경의 확립에 관해서는 다음과 같은 가설들이 전승들로 남아 있을 뿐이다.
- 기원전 400년경 에즈라가 성경을 집대성했다는 전승
  - 근거: 구약성경 집필의 전환점을 기원전 5세기에 두고 있는 요세푸스의 기록. 에즈라 4서 14장 45절 (외경)
  - 오늘날에 와서는 가치가 떨어짐: 에즈라 이후에 쓰인 성경의 각 권이 많이 존재함.
- 대회당(大晦堂)의 사람들이 에즈라의 자극을 받아 경전을 확정지었다는 전승. 대회당에 대한 최초의 언급은 기원후 2세기경의 미쉬나에 나옴.
- 얌니아 회의
  - 예루살렘 멸망 이후 랍비 요하난 벤 자카이가 얌니아에 세운 학교에서 유대교인들이 완결을 시겼다는 전승
  - 그리스도교를 정죄하는 내용이 얌니아 회의에 포함되었다
  - 묵시 경향을 띤 유대교 분파와 바리새파 간에 벌어진 논쟁이 동인이었다는 의견도 있다

## 같이 보기
- 구약성경

## 참고 문헌
1. ↑  聖文書
2. ↑  한국 천주교 주교회의 성서위원회 : 새번역 일러두기, 1992년
3. ↑  http://www.ocatholic.com/bible_v4/main.htm 보관됨 2011-11-29 - 웨이백 머신 요요안 신부의 가톨릭 - 성경 73권의 역사